# 직장사역연구소
직장사역연구소(Business Ministry Institute, BMI)는 1993년 설립된 기독교계 민간연구소이다. 기독교적인 직업관 교육을 목적으로 설립되었다. 소장은 원용일 목사이다. 이 연구소의 대표기관으로사단법인 일터개발원의 이사장은 방선기 박사이다.

## 설립목표
1. 크리스천 직업인들이 성서적 직업관을 갖도록 돕는다.
2. 크리스천 직업인들이 직업의 현장에서 겪는 다양한 문제들에 대한 성경적 해답을 제시한다.
3. 크리스천 직장인들과 기업인들이 바른 직장 문화와 신앙에 기초한 직업윤리를 세우도록 돕는다.
4. 크리스천 직장인들이 직장선교의 사명을 감당하도록 돕는다.
5. 교회가 앞장서서 직장 사역자들을 양성할 수 있도록 돕는다.